# Ракетные катера типа «Члурит»
Ракетные катера типа «Члурит» (KCR-40) — серия из 8 быстроходных боевых кораблей, построенных для ВМС Индонезии в 2011-2014 годах. Корабли этого класса названы по названиям видов традиционного индонезийского холодного оружия.

## История
Заказ на первые два корабля серии сделан в 2009 году. 5 января 2012 года обнародованы планы построить 22 корабля этого типа.
Головной корабль «Члурит» построен на верфи PT Palindo Marine Shipyard, Танджунгунканг, Батам. Назван в честь оружия с изогнутым клинком, традиционного для народа мадурцев с Восточной Явы.
Второй корабль серии был заказан ВМС Индонезии в феврале 2012 года под названием KRI Kujang 642. Еще два были введены в эксплуатацию к концу 2013 года, а к концу 2014 года запланировано еще девять. Три из четырёх новых судов строятся на верфи PT Palindo Marine Shipyard, а верфь PT Citra Shipyard работает над четвертым.

## Конструкция
Корпус корабля стальной, надстройка алюминиевая. Разработка велась в сотрудничестве с Технологическим институтом в Сурабае. Основой для разработки послужили патрульные катера типа «Краит». Корабли оснащёны полужёсткими спасательными катерами.
Тактика применения кораблей типа «Члурит» основана на внезапности, быстром ударе, одновременном уничтожении нескольких целей и уклонении от ответного удара. Численность команды 35 человек.
Первые четыре корабля изначально были вооружены только 20-мм пушкой Denel и двумя 12,7-мм пулеметами. В мае 2014 года Clurit и Kujang были оснащены шестиствольным 30-мм зенитно-ариттерийским комплексом китайского производства и двумя противокорабельными ракетами C-705 (справочник «Джейн» даёт 4 × C-705). Дальность стрельбы составляет 75 км, скорость 0,9 М, масса боеголовки 110 кг. Наведение инерционное на маршевом участке и радиолокационное самонаведение на терминальном. Индонезия планирует получить лицензию на производство C-705, модификации китайской противокорабельной ракеты C-704 с увеличенной до 120 км дальностью. Хотя первые C-705 уже получены, ещё неясно, когда они будут введены в эксплуатацию.

## Состав серии
| № | Номер | Название | Верфь                        | Заложен | Спущен | В строю    | Примечания                                                                       |
| - | ----- | -------- | ---------------------------- | ------- | ------ | ---------- | -------------------------------------------------------------------------------- |
| 1 | 641   | Clurit   | PT Palindo, Батам, Индонезия | 2009    | 2011   | 25.04.2011 | Члурит или серп, оружие с изогнутым клинком, обычно встречающееся в Мадуре.      |
| 2 | 642   | Kujang   | PT Palindo, Батам, Индонезия | 2009    | 2011   | 16.02.2012 | Куджан, холодное оружие сунданцев Западной Явы.                                  |
| 3 | 643   | Beladau  | PT Palindo, Батам, Индонезия | 2010    | 2012   | 25.01.2013 | Беладау или кинжал, традиционное оружие на Суматре.                              |
| 4 | 644   | Alamang  | PT Palindo, Батам, Индонезия | 2011    | 2013   | 20.12.2013 | Аламанг, меч или абордажная сабля народов бугис и макасаров на Сулавеси .        |
| 5 | 645   | Surik    | PT Citra, Батам, Индонезия   | 2013    | 2014   | 27.09.2014 | Сурик, традиционный меч на Тиморе.                                               |
| 6 | 646   | Siwar    | PT Citra, Батам, Индонезия   | 2013    | 2014   | 27.09.2014 | Сивар, традиционный нож.                                                         |
| 7 | 647   | Parang   | PT Citra, Батам, Индонезия   | 2013    | 2014   | 27.09.2014 | Паранг, длинный нож, обычно используемый в качестве мачете.                      |
| 8 | 648   | Terapang | PT Citra, Батам, Индонезия   | 2013    | 2014   | 27.09.2014 | Терапанг, крис, сделанный из драгоценных металлов, таких как золото или серебро. |

## Внешние ссылки
- KRI Clurit on TNI-AL's (Indonesian Navy) website
- KRI Clurit (641) - KCR 40